# Kościół Świętego Krzyża w Rzeczycy Księżej
Kościół Świętego Krzyża w Rzeczycy Księżej – kościół parafialny znajdujący się w Rzeczycy Księżej. Należy do dekanatu Kraśnik w archidiecezji lubelskiej.
Pierwsza świątynia, drewniana, została wybudowana na początku XVII wieku. Prawdopodobnie była konsekrowana w 1611 roku. 
Obecny drewniany kościół, wybudowany w 1742 roku, przez kanoników regularnych pw. Świętego Krzyża. Budynek kościoła jest drewniany, konstrukcji zrębowej, oszalowany, na ceglanym podmurowaniu, jednonawowy. Z lewej strony prezbiterium usytuowana jest zakrystia, przy nawie usytuowana jest kruchta, nad nawą znajduje się niewielka wieżyczka z sygnaturką.
Wewnątrz kościoła mieszczą się trzy ołtarze drewniane. Ołtarz główny, późnorenesansowy z XVII wieku, z wizerunkami Chrystusa Ukrzyżowanego z XVIII wieku, Chrystusa modlącego się w Ogrodzie Oliwnym, również z XVIII wieku, oraz Matki Bożej Częstochowskiej. Dwa boczne ołtarze, barokowe, posiadają obrazy: św. Józefa z Dzieciątkiem (ołtarz po lewej) i św. Antoniego (ołtarz po prawej). Na chórze muzycznym w 1972 roku zbudowano 6-głosowe organy, jako dar ks. kan. Dominika Maja pochodzącego z Rzeczycy Księżej.
Kościół był wielokrotnie remontowany (m.in. w 1872 roku, 1931 roku oraz kilkakrotnie w II poł. XX wieku). W połowie XIX wieku cały kościół pokryto polichromią. Gruntowne prace remontowe przeprowadzone zostały w latach 1993–1998. W 1998 roku przeprowadzono renowację bocznych ołtarzy. W 2009 roku pomalowano całą świątynię i parkan, a wokół kościoła ułożono chodnik z kostki brukowej. W 2010 roku wymieniony został dach na kościele i dzwonnicy (poprzedni dach był pokryty blachą ocynkowaną w 1931 roku, zaś obecny jest pokryty blachą tytanowo-cynkową).
Przy kościele stoi drewniana dzwonnica, gruntownie odrestaurowana w 1997 roku. Zawieszony na niej dzwon, odlany w 1776 roku, nosi imię „Euzebiusz”.